# یوسف المویهبی
یوسف المویهبی (فرانسوی: Youssef Mouihbi‎؛ زادهٔ ۱ آوریل ۱۹۸۵) بازیکن فوتبال اهل تونس است.

## باشگاهی
از باشگاه‌هایی که در آن بازی کرده‌است می‌توان به باشگاه فوتبال آفریقایی، باشگاه فوتبال بالمرسی و باشگاه فوتبال ستاره ساحلی اشاره کرد.

## تیم ملی
وی همچنین در تیم ملی فوتبال تونس بازی کرده است.